# Oluf Svendsen
Oluf Svendsen, född 19 april 1832 i Kristiania, död 18 maj 1888 i London, var en norsk flöjtist.
Svendsen utbildades i Bryssel och bedrev sin verksamhet i London, där han 1866 blev professor vid Royal Academy of Music. Han förvärvade ett berömt namn som virtuos på sitt instrument.